# یک بام و دو هوا نمیشه
یک بام و دو هوا نمیشه (انگلیسی: What's Sauce for the Goose) یک فیلم کمدی صامت کوتاه به کارگردانی ویلارد لوئیس است که در سال ۱۹۱۶ منتشر شد. از بازیگران این فیلم می‌توان به اولیور هاردی، بیلی روژ و السی مک‌کلاد اشاره کرد.